# Musée national d'histoire d'Achgabat
Le musée national d'histoire d'Achgabat est une institution nationale turkmène à vocation culturelle et pédagogique. Implanté au cœur d'Achgabat, dans de nouveaux locaux édifiés au milieu des années 1990, il a pour mission la préservation et la mise en valeur du patrimoine historique turkmène.
Le musée est divisé en plusieurs sections consacrées respectivement à l'archéologie, à l'ethnographie et à l'artisanat turkmène des origines à nos jours. Près de 500 000 pièces de toutes natures sont présentées au public, incluant objets issus de campagnes archéologiques (céramiques, ustensiles et outils notamment), peintures, sculptures, instruments de musique traditionnels, armes ou vêtements. 
Le musée accueille également une collection de tapis, des pièces d'orfèvrerie ainsi que divers témoignages de la période pré-islamique (statuettes représentant des déesses parthes, bijoux et amulettes d'époque achéménide ou encore vases bouddhistes) qui témoignent de la position de carrefour des civilisations longtemps occupée par la région. Une salle est consacrée à l'art européen (notamment pictural) des XIXe et XXe siècles.
Une section spéciale est entièrement consacrée à la vie et aux travaux de l'ancien président Saparmyrat Nyýazow et de son successeur Gurbanguly Berdimuhamedow.